# Horváth Zoltán (vívó)
Horváth Zoltán (Balatonfüred, 1937. március 12. – Szárliget, 2025. június 12. vagy előtte) olimpiai bajnok magyar kardvívó, edző.

## Élete
1952-től a Budapesti Vasas, 1957-től a Budapesti Vörös Meteor kardvívója volt. 1955-től szerepelt a magyar válogatottban. A magyar kardvívó hagyományok legtehetségesebb folytatójának tartották. 20 évesen (1957) már a felnőtt világbajnok csapat tagja volt, 3 évvel később csapatban olimpiai bajnok, egyéniben olimpiai ezüstérmes lett. Az 1962-ben szerzett egyéni világbajnoki címe igazolni látszott a várakozásokat, pályáját azonban 1964-ben egy súlyos autóbaleset törte ketté. Felépülése után újra vívott, 1966-ban ismét tagja volt a világbajnok magyar csapatnak, de 1967-ben visszavonult a válogatottságtól, majd 1971-ben végleg felhagyott a vívással.
Visszavonulása után bélyeg-magánkereskedést nyitott, illetve 1973-ban Chilében, 1978-tól Görögországban, majd a nyolcvanas évek elején Olaszországban volt edző. Utolsó éveit békésen, csendesen, a Tatabánya melletti Szárligeten töltötte, végül hosszú betegség után hunyt el.
Zoli az egyetlen kiemelkedő tehetség, aki messze elérhette volna azokat az eredményeket, mint mi. Ragyogó dolgokat láttam tőle. Láttam egy olasz-magyar Santelli-kupán vívni, ahol olyan briliáns akciókat csinált, hogy azt tényleg öröm volt nézni. Azóta sem láttam olyan akciókat... ragyogó technika, jól védett, támadásai is nagyon jók voltak, minden adottsága megvolt. Taktika is volt, de inkább tempó, mint taktikus vívó. Kitűnően csinálta a kizáró vágásokat, ezek voltak egyik legfőbb erősségei. Másoktól ilyet nem láttam.

## Sporteredményei
- olimpiai bajnok:
  - 1960, Róma: csapat (Delneky Gábor, Gerevich Aladár, Kárpáti Rudolf, Kovács Pál, Mendelényi Tamás)
- olimpiai 2. helyezett:
  - 1960, Róma: egyéni
- olimpiai 5. helyezett:
  - 1964, Tokió: csapat (Bakonyi Péter, Kovács Attila, Meszéna Miklós, Pézsa Tibor)
- négyszeres világbajnok:
  - 1957, Párizs: csapat (Gerevich Aladár, Kárpáti Rudolf, Kovács Pál, Mendelényi Tamás, Szerencsés József)
  - 1958, Philadelphia: csapat (Gerevich Aladár, Kárpáti Rudolf, Kovács Pál, Mendelényi Tamás)
  - 1962, Buenos Aires: egyéni
  - 1966, Moszkva: csapat (Bakonyi Péter, Kovács Attila, Meszéna Miklós, Pézsa Tibor)
- kétszeres világbajnoki 2. helyezett:
  - 1959, Budapest: csapat (Delneky Gábor, Gerevich Aladár, Kárpáti Rudolf, Mendelényi Tamás)
  - 1962, Buenos Aires: csapat (Bakonyi Péter, Gyuricza József, Mendelényi Tamás, Meszéna Miklós, Pézsa Tibor)
- háromszoros világbajnoki 3. helyezett:
  - 1961, Torino: csapat (Bakonyi Péter, Delneky Gábor, Kárpáti Rudolf, Mendelényi Tamás, Meszéna Miklós)
  - 1965, Párizs: egyéni
  - 1966, Moszkva: egyéni
- világbajnoki 4. helyezett:
  - 1965, Párizs: csapat (Bakonyi Péter, Kovács Attila, Meszéna Miklós, Pézsa Tibor)
- kétszeres világbajnoki 5. helyezett:
  - 1957, Párizs: egyéni
  - 1959, Budapest: egyéni
- ifjúsági világbajnok:
  - 1958, Bukarest: egyéni
- ifjúsági világbajnoki 2. helyezett:
  - 1956, Luxemburg: egyéni
  - 1957, Varsó: egyéni
- ifjúsági világbajnoki 6. helyezett:
  - 1955, Budapest: egyéni

## Díjai
- Balatonfüred díszpolgára (2012)[3]